# Macromitrium subbrevihamatum
Macromitrium subbrevihamatum är en bladmossart som beskrevs av Brotherus in Herzog 1920. Macromitrium subbrevihamatum ingår i släktet Macromitrium och familjen Orthotrichaceae. Inga underarter finns listade i Catalogue of Life.